# 착한 목자회
착한 목자회(프랑스어: Institut du Bon Pasteur, I.B.P.)는 성좌와 온전히 일치한 전통 가톨릭 사제 사도 생활단이다.

## 배경
1976년부터 1994년까지 성 비오 10세회 프랑스 관구장이었던 폴 올라니 신부는 2002년에 성좌와 성 요한 마리아 비안네 직할 서리구 사제들의 일치를 두둔했다가 2003년에 성 비오 10세회에서 제명되었다. 성 요한 마리아 비안네 교구 서리 사제들은 전통적 시각에서 제2차 바티칸 공의회를 인정한다는 것과 교황 바오로 6세가 공포한 개정된 로마 미사 경본의 유효성을 인정한다는 조건으로 성좌와 로마 전례의 트리엔트 양식을 사용하는 것을 허락받았다.
2004년 8월 필리프 라게리 신부는 성 비오 10세회 소속 신학교에서 사제들이 제 목소리를 내지 못하는 심각한 문제점이 있다고 지적했다는 이유로 제명당했다. 징계 조치로 그는 멕시코로 전근 조치되었으나 본인이 거부했다.
라게리 신부는 1977년부터 수년 동안 전통 가톨릭 신자들이 인수한 프랑스 파리의 생 니콜라 뒤 샤르돈네 성당의 주임 신부를 맡아 왔다. 1993년 그는 파리에 있는 또 다른 성당인 생 제르맹 룩세루아 성당을 인수하려고 시도했다. 그는 대주교의 승인은 아니지만 시 의회의 승인을 받아 보르도에서 2002년 1월 생엘로이 성당을 인수하는데 성공했다.
크리스토프 헤리 신부는 라게리 신부를 옹호했다는 이유로 제명됐으며, 프랑스 파리의 생마셸 협회와 생폴 센터의 설립자인 기욤 드 타누아 신부 역시 마찬가지로 제명되었다.
2006년 6월 15일 프랑스 낭테르 지방 법원은 라게리 신부와 헤리 신부를 복직하라는 판결을 내렸다.

## 창설
하지만 (성 비오 10세회에 남은 회원들 중 한 사람에 의하면) 그동안 그들은 이미 새로운 길을 가기로 결정했다. 2006년 9월 8일 성모 탄신 축일, 그들은 보르도에 있던 앙리 포레스티에 신부와 함께 성좌와 온전히 일치한 사도 생활단인 착한 목자회를 결성했다. 일부 신학생들이 이 새로운 단체에 가입했으며, 그 가운데 몇몇은 사제 서품을 눈 앞에 두고 있었다. 다리오 카스틸리욘 오요스 추기경은 5년 간의 숙려 기간을 거쳐 이들의 회칙을 승인하는 법령에 서명하고 이들의 성품성사를 집전하기로 약속했다.
라게리 신부는 2006년 3월 가톨릭교회 헌장 수용 문제에 있어서 성좌와 합의했다고 선언했다. 그는 본당 신자들에게 로마 측이 보여준 호의와 1960년부터 2000년까지의 교리적 혼란과 논란을 끝내려는 의향에 주목해줄 것을 요청했다.

## 성좌와의 합의
성좌는 착한 목자회의 회원들이 1962년판 로마 미사 경본에 따른 로마 전례의 트리엔트 양식에 따른 예법을 따르는 것을 허용했다. 그는 ‘공의회 정신’을 핑계 삼아 도를 넘는 행위가 벌어지고 있다고 비판한 교황 베네딕토 16세의 연설에 주목했다. 창립 회원들 모두 각자 교회의 무류적 교도권에 대한 전적인 충실과 더불어 로마 교황좌의 참된 교도권에 대한 존중을 맹세했다. 착한 목자회 회원들은 사도좌가 정확한 해석을 한다는 것을 인정하면서도 제2차 바티칸 공의회에 대해 진지하고 건설적인 비평을 할 수 있다고 보았다.

## 현재 상황
2007년 2월 6일까지 5개월도 채 안 되어, 회원이 열 명의 사제와 두 명의 부제(이 중 한 명은 사제 서품을 눈 앞에 두고 있었음)이 가입해 늘어났으며, 라게리 신부는 자신의 블로그에 명단을 게시했다. 아직 사제 서품을 받기에 이른 부제와 차부제 그리고 여덟 명의 신학생을 위해서 숙소 두 곳이 마련되었다. 2007년 3월 3일 부제의 숫자를 두 명으로 유지한 상태에서 사제가 두 명이 더 늘어났다. 여러 사제가 입회를 요청했으나 착한 목자회는 신중하게 접근했다.
카스틸리욘 추기경은 2007년 9월 22일 다섯 명의 사제 서품식을 집전하여 착한 목자회 설립 때 그가 한 약속을 지켰다. 서품받은 사제들 중 한 명은 과거 성 비오 10세회 회원이었다. 이 날 서품식에는 보르도 대교구장이자 프랑스 주교회의 의장인 장 피에르 리카르 추기경도 참석했다.
2008년 9월 8일까지 회의 성직자는 18명으로, 신학생은 30명으로 늘어났다. 그 다음달에 성직자의 숫자는 22명으로 늘어났고, 2009년 봄에 이르러서는 24명으로 늘어났다.
2009년 9월 프랑스에 착한 목자회 신학생들이 공부할 수 있는 장소가 마련되었고, 로마에도 신학생들이 거처할 숙소가 마련되었다. 프랑스에는 미사를 드릴 수 있는 센터가 8곳 생겼으며, 칠레와 콜롬비아, 이탈리아, 폴란드, 스페인에도 각각 1곳이 생겼다. 학교 세 곳도 생겼다. 착한 목자 자매회는 두 명의 수녀가 종신서원을 했다.
2015년 현재 착한 목자회에는 33명의 사제가 있다. 이들은 조르조 렌지 신부의 도움으로 모원을 갖게 되었으며, 라프레 신부가 책임을 맡았다.

## 라틴 아메리카 지역구
2006년 11월 1일 라파엘 나바스 오르티즈 신부가 라틴 아메리카 지역구장에 지명되었다. 앞서 언급한 대로 착한 목자회는 세 곳의 가옥을 갖고 있는데, 그 중 하나는 칠레의 산티아고에, 다른 하나는 콜롬비아의 보고타에 있다.
2008년 2월 산티아고 대교구장인 프란시스코 하비에르 에라주리즈 오싸 추기경이 착한 목자회에게 트리엔트 미사 봉헌을 중단하고 칠레를 떠나라고 명령했다는 확인되지 않은 소문이 생겼다. 산티아고에서 공개적으로 트리엔트 미사를 드리는 것은 허용되지 않으며, 따라서 트리엔트 미사는 자의교서 《교황들》(Summorum Pontificum)에 따라 사적으로만 드릴 수가 있다.
2011년 3월 보고타 대교구장에 의해 착한 목자회는 콜롬비아 보고타에 자체 경당을 갖게 되었으며, 현재 대교구로부터 공식 승인을 받았다. 이곳 경당의 사제는 공개적으로 트리엔트 미사와 고해성사를 집전할 수 있다.
브라질에는 브라질리아와 상파울루 두 곳에 각각 성당이 하나씩 있다.

## 같이 보기
- 사도 생활단
- 트리엔트 미사